# Savage Sam
Savage Sam (br Na Trilha dos Apaches) é um filme estadunidense de faroeste de 1963, dirigido por Norman Tokar para a Walt Disney Productions. Oficialmente, é a sequência de Old Yeller (1957) e o roteiro foi inspirado no romance infantil homônimo de Fred Gipson, de 1962.
Savage Sam é o nome do cão que estrela o filme e é para ser o filho do animal "Old Yeller", protagonista do filme anterior. Mas não se parecem e nem são da mesma raça O produtor Bill Anderson realzou vários testes com cães de caça texano mas não os achou com personalidade. Ele preferia cães como Spike, o mestiço de labrador do primeiro filme, mas Walt Disney insistia em que fosse a definida por Gipson. Sem conseguir uma solução,  Walt alertou Anderson que não seria bom para o filme. Anderson deixou a escolha final para Walt Disney. O filme acabou não tendo a mesma bilheteria que o primeiro.

## Elenco
- Brian Keith...Tio Beck Coates
- Tommy Kirk...Travis Coates
- Kevin Corcoran...Arliss Coates
- Dewey Martin...Lester White
- Jeff York...Bud . Searcy
- Marta Kristen...Lisbeth Searcy
- Rafael Campos...Guerreiro jovem
- Slim Pickens...Willy Crup
- Rodolfo Acosta...Bandy Legs
- Pat Hogan...Nariz Quebrado
- Dean Fredericks...Chefe Comanche
- Brad Weston...Ben Todd

## Sinopse
Num rancho do Texas no século XIX, os irmãos Travis e Arliss Coates cuidam da casa e da criação enquanto seus pais estão fora, visitando um parente doente. Arliss é pequeno e peralta e está sempre se rebelando contra o irmão mais velho e correndo pelos campos montado em seu burrico Jumper e atrás de seu fiel cão de caça Savage Sam. O tio deles, Beck (irmão mais novo de Jim Coates, o pai dos meninos), de vez em quando os visita e aconselha Travis a como se comportar com Arliss. Um dia, o vizinho falastrão Bud Searcy (que aparecera no filme anterior interpretado pelo mesmo ator) chega avisando que cavalos foram roubados por índios. Travis se preocupa e resolve ir atrás de Arliss e o cão, que desapareceram atrás de um lince. A filha de Bud, a também adolescente Lisbeth, o acompanha. Eles encontram Arliss mas logo a seguir são vistos pelos índios que os capturam e um deles, aparentemente, mata o cão Sam com um golpe no crânio. O tio Bek consegue avistá-los durante a fuga e tenta detê-los mas seu cavalo sofre uma queda e os índios escapam. Mais tarde os índios são perseguidos pela Cavalaria e Travis é deixado para trás. Ele acaba reencontrando o cão Sam, ainda vivo e farejando a pista de Arliss, e, pouco depois, também o tio Beck e mais cinco rancheiros, um deles dono dos cavalos roubados. Todos confiam que o cão está na pista certa e seguem o animal atrás dos índios, que ainda estão com Arliss e Lisbeth.